# Marquis (film)
Pour les articles homonymes, voir Marquis (homonymie).
Pour plus de détails, voir Fiche technique et Distribution.
Marquis est un film de Henri Xhonneux sorti en 1989. Le récit est librement inspiré de l'enfermement du Marquis de Sade à la Bastille, dont le scénario, les dialogues et la direction artistique sont assurés par Roland Topor.
Marquis mêle l'enquête historique (sur l'annonce de la Révolution française), l'intrigue policière et la dissertation philosophique sur la cohabitation de l'homme et de ses pulsions.
Mixte de cinéma en prise de vue réelle et de scènes d'animation, télescopage de références tant historiques qu'artistiques, le film baigne dans une ambiance fantasmatique où les pulsions sadiques sont reconverties dans l'humour porté. Les personnages, mi-hommes mi-animaux, portent des masques animatroniques selon la marque de fabrique du créateur de Téléchat.
Le film est sorti en DVD depuis 2004, et en version restaurée 2K sur Blu-Ray depuis 2024.

## Personnages
- Marquis : un chien. Embastillé pour immoralité (après avoir notamment déféqué sur un crucifix), il passe ses journées à écrire, disserter sur la condition et la bassesse de l'âme humaine, et discuter avec Colin, son sexe pensant et parlant, qui possède une volonté propre.
- Colin : le sexe personnifié de Marquis, qui possède un visage et une volonté propre, doublée d'un sens critique pour le moins impertinent. De nature impulsive, il reproche à Marquis son idéalisme et son inaction face à leur emprisonnement.
- Justine : une vache, naïve et vertueuse, violée puis embastillée par le Roi de France après être tombée enceinte de lui. Elle admire Marquis pour son intellect et son talent.
- Juliette de Titane : une jument de sang noble, maîtresse dominatrice de Gaëtan de Préaubois. Elle cherche à libérer Lupino, le chef de la police, embastillé pour ses idées révolutionnaires.
- Gaëtan de Préaubois : un coq, gouverneur de la Bastille, et amant de Juliette de Titane, adepte du sadomasochisme.
- Lupino : un loup, chef de la police royale et responsable de l'emprisonnement de Marquis, et qui s'est lui aussi retrouvé aux arrêts après avoir fréquenté Juliette de Titane et ses partisans révolutionnaires.
- Horace Pigonou : un cochon unijambiste, ancien trafiquant de charcuterie et indic de Lupino, également embastillé avec lui.
- Dom Pompero : un chameau ecclésiastique, confesseur de la Bastille qui complote avec Gaëtan de Préaubois pour faire accuser Marquis du viol de Justine, et ainsi innocenter le Roi de France. Il cherche aussi à s'approprier les écrits licencieux de Marquis pour les publier à son propre compte.
- Ambert : un rat, geôlier de la Bastille ; bisexuel et amoureux de Marquis, il rêve de se faire sodomiser par lui, ce à quoi Colin se refuse...
- Jacquot le Fataliste : un perroquet, avocat révolutionnaire et Membre du Club des Citoyens Patriotes menés par Juliette de Titane.
- Willem Von Mandarine : un hareng, journaliste de la Gazette des Pays-Bas en visite à Paris.
- Orléans : un lion, Duc d'Orléans et cousin du Roi de France, qui a honte de ses origines royales.
- Bernardin : un sanglier, propriétaire de l'Auberge du Rossignol blessé, et Membre du Club des Citoyens Patriotes.
- La garde de la Bastille: une bande de poulets ivrognes et incompétents.

## Intrigue
Dans la France pré-révolutionnaire, le chien Marquis est reclus en prison, s'occupant à écrire et à philosopher avec son pénis, qui a un visage et qui s'appelle Colin. Lorsque Colin ne se plaint pas de son manque de stimulation ou d'adopter sa philosophie impulsive, il "raconte des histoires" qui constituent les écrits de Marquis (dont certaines sont illustrées en pâte à modeler).
Marquis fut enfermé pour avoir supposément déféqué sur un crucifix, mais il est aussi accusé d'avoir violé et fécondé la vache Justine. Ce dernier point est un coup-monté du prêtre chameau Dom Pompero et du coq Gaëtan de Preaubois, essayant de garder secret l'identité du véritable violeur de Justine : le roi de France.
Pendant ce temps, les révolutionnaires préparent un coup d'État pour destituer le roi, menés par Juliette de Titane, une noble jument. De nombreux détenus sont aussi des prisonniers politiques. Plusieurs tentatives d'évasion pour les libérer échouent, ce qui conduit les détenus dans le donjon de la Bastille. Cependant, les révolutionnaires parviennent à la fin à les libérer. Malheureusement, au cours de leur fuite, Lupino, Pigonou et Jacquot sont tués par les gardes de la Bastille, ainsi que le gouverneur lui-même, abattu par erreur. Marquis et Juliette seuls en réchappent.
Colin finit par tomber amoureux de Juliette et s'enfuit avec elle pour poursuivre la révolution, laissant Marquis continuer son travail d'écriture et méditer sur sa vie en paix.

## Fiche technique
- Réalisation : Henri Xhonneux
- Scénario : Roland Topor, Henri Xhonneux, d'après le Marquis de Sade
- Effets spéciaux Animatronic : Jacques Gastineau
- Date de sortie : 26 avril 1989
- Durée : 83 minutes
- Interdit aux moins de 16 ans

## Distribution

### Voix
- François Marthouret : Marquis
- Valérie Kling : Colin
- Michel Robin : Ambert
- Isabelle Wolfe : Justine
- Vicky Messica : Dom Pompero
- Nathalie Juvet : Juliette
- René Lebrun : Gaëtan de Preaubois / Bernardin
- Bob Morel : Pigonou
- Roger Crouzet : Lupino
- Willem Holtrop : Willem Van Mandarine
- Eric De Sarria : Jacquot, dit le Fataliste
- Peter Fischer : Un poulet
- Henri Rubinstein : Orléans
- Hans Mauli : Un poulet
- Jacques Bouanich : Un poulet
- Jean-Daniel Boucry : Un poulet
- Philippe Dumond : Un client
- Serge Blumental : Un client

### Acteurs
- Philippe Bizot : Marquis / Willem Van Mandarine
- Bien de Moor : Juliette de Titane / Justine
- Gabrielle van Damme : Ambert / Bernardin
- Olivier Dechaveau : Dom Pompero / Lupino
- Bernard Cogniaux : Gaëtan de Préaubois / Orléans
- Pierre Decuypere : Horace Pigonou / Jacquot